# Meisjesbrief
De Meisjesbrief was een circulaire die burgemeester Cock Kerling-Simons van Wormer in 1988 aan alle meisjes in haar gemeente stuurde die in dat jaar 16 of 15 jaar oud werden.
Deze meisjes waren de eerste lichtingen die in 1990 respectievelijk 1991 meerderjarig werden en als eersten te maken kregen met de 1990-maatregel. Hierdoor konden zij geen aanspraak maken op de gezinstoeslag, een uitkering van de Toeslagenwet. Kerling-Simons vond dat meiden die verplicht werden om te werken in een gezamenlijk huishouden niet in hun eentje met huishoudelijke taken opgescheept moesten worden. Wegens het, toen nog, ontbreken van landelijke voorlichting hierover besloot zij om deze brief op te stellen en te versturen.
Haar initiatief werd positief ontvangen en in de gemeenten Alkmaar, Heiloo en Zaanstad nagevolgd.
Pas in 1989 kwam de campagne van de landelijke overheid Een slimme meid is op haar toekomst voorbereid.